# 第12陸航旅 (烏克蘭)
第12陸軍航空旅是烏克蘭陸軍的陸軍航空部队，直接隸屬於烏克蘭陸軍司令部。 起初，部隊名為第 340 布雷斯拉夫斯克 (Breslavlsk)獨立戰鬥運輸直升機團，駐紮在捷克斯洛伐克(1968年8月21日至1991年6月)。
1992年後該團被重新命名為第 7 獨立布雷斯拉夫爾斯克陸航團。  在2016年改為第12陸航旅。

## 歷史
第12陸航旅最初成立於1943年4月，當時名為第 340 遠程航空團。 1944年12月26日，改為為轟炸機航空團。 1946年4月27日，改為運輸航空團。 1955年10月12日，成為軍事運輸航空團。 1959年11月17日，再被改為獨立的直升機團。 1992年後該團被重新命名為第 7 獨立布雷斯拉夫爾斯克陸航團。
2015年11月18日，為取消蘇聯時期軍隊的獎項和榮譽，該團的榮譽稱號“布雷斯勞（布列斯拉夫斯克）”被移除。
在2016年，改編為陸軍航空兵第12旅。

## 部署
自2007年11月以來，第 7 陸航團的300名士兵被部署到利比里亞，作為第56獨立直升機部隊的一員，支援聯合國利比里亞特派團。

## 結構
在20世紀70年代，第 7 陸航團有4個中隊，約有55-60架直升機。
到2004年，該旅有2個中隊，配有Mi-24、Mi-8和Mi-26直升機。
第二中隊曾在聯合國和北約的指揮下作戰。

## 設備
2004年第 7 陸航團的裝備如下:
- Mi-24B - 6
- Mi-24P - 15
- Mi-24VP - 3
- Mi-24R - 3
- Mi-24K - 7
- Mi-8T - 26
- Mi-8MT - 3
- Mi-8MTV-2 - 4
- Mi-9 - 6
- Mi-26 - 16